# Абсолютная группа Галуа
Абсолютная группа Галуа {\displaystyle G_{K}} поля {\displaystyle K} — группа Галуа {\displaystyle K^{sep}} над {\displaystyle K}, где {\displaystyle K^{sep}} — сепарабельное замыкание {\displaystyle K}. Также определяется как группа всех автоморфизмов алгебраического замыкания поля {\displaystyle K}, которые оставляют {\displaystyle K} неподвижным. Абсолютная группа Галуа уникальна с точностью до изоморфизма. Является проконечной группой.
(Если {\displaystyle K} — совершенное поле, {\displaystyle K^{sep}} совпадает с алгебраическим замыканием {\displaystyle K^{alg}} поля {\displaystyle K}. Например, это верно для полей характеристики 0 и конечных полей.)

## Примеры
- Абсолютная группа Галуа алгебраически замкнутого поля тривиальна.
- Абсолютная группа Галуа действительных чисел — циклическая группа, состоящая из двух элементов (комплексного сопряжения и тождественного отображения), так как {\displaystyle \mathbb {C} } — сепарабельное замыкание {\displaystyle \mathbb {R} } и {\displaystyle [\mathbb {C} :\mathbb {R} ]=2}.
- Абсолютная группа Галуа конечного поля {\displaystyle K} изоморфна группе {\displaystyle {\hat {\mathbb {Z} }}=\varprojlim \mathbb {Z} /n\mathbb {Z} .} Здесь {\displaystyle \varprojlim } — проективный предел.

Автоморфизм Фробениуса {\displaystyle Fr} — канонический (топологический) генератор {\displaystyle G_{K}} ({\displaystyle Fr(x)=x^{q}}, где {\displaystyle q} — число элементов в {\displaystyle K}).
- Абсолютная группа Галуа поля рациональных функций с комплексными коэффициентами является свободной проконечной группой[1].
- В более общем случае, пусть {\displaystyle C} — алгебраически замкнутое поле и {\displaystyle x} — переменная. Тогда абсолютная группа Галуа поля {\displaystyle K=C(x)} — свободная группа ранга равного мощности {\displaystyle C}[2][3][4].
- Пусть {\displaystyle K} — конечное расширение p-адических чисел {\displaystyle Q_{p}}. Для {\displaystyle p\neq 2}, его абсолютная группа Галуа порождается {\displaystyle [K:Q_{p}]+3} элементами и имеет явное описание в терминах образующих и соотношений.
- Абсолютная группа Галуа определена для наибольшего чисто вещественного подполя поля алгебраических чисел.

## Открытые проблемы
- Неизвестно явное описание абсолютной группы Галуа рациональных чисел. В этом случае из теоремы Белого следует, что абсолютная группа Галуа имеет эффективное действие на dessins d’enfants[англ.] Гротендика, что позволяет представить в наглядном виде теорию Галуа полей алгебраических чисел.
- Гипотеза Шафаревича утверждает, что абсолютная группа Галуа максимального абелева расширения рациональных чисел — свободная проконечная группа.